# Klasztor Bernardynów w Zbarażu
Klasztor oo. bernardynów w Zbarażu – zabytkowy rzymskokatolicki kompleks klasztorny w Zbarażu, wzniesiony w XVIII w.

## Historia
Pierwszy klasztor oo. bernardynów w Zbarażu ufundowany został w 1627 r. przez Jerzego Zbaraskiego, zniszczony w czasie wojny polsko-tureckiej w 1675. Dotację w 1726 r. odnowił przyszły hetman wielki koronny Józef Potocki. Odbudowę przeprowadzili w XVIII stuleciu wojewoda kijowski Stanisław Potocki i jego żona Helena z Zamoyskich. Autorem projektu odnowionego klasztoru był Jan Antoni Gans. Gotowy kompleks z kościołem św. św. Antoniego i Jerzego poświęcił 2 sierpnia 1755 biskup łucki Antoni Erazm Wołłowicz. Ołtarze we wnętrzu budynku wykonał w kolejnych latach, do 1759, lwowski artysta Antoni Osiński. Klasztor należał do najważniejszych bernardyńskich siedzib w prowincji. Od 1782 istniało przy nim studium filozofii, zaś w latach 1784–1805 – łacińskie gimnazjum, przeniesione następnie do Brzeżan. W 1788 w wielkim pożarze całego miasta kościół klasztorny poważnie ucierpiał, jednak w krótkim czasie został odremontowany. Ponieważ kościół parafialny w Zbarażu został w tym samym pożarze zniszczony całkowicie, klasztorna świątynia przejęła jego funkcje.
Klasztor zachował swoje znaczenie także pod zaborem austriackim. Był znaczącym ośrodkiem życia zakonnego, od 1798 zakonnicy prowadzili przy nim studium teologiczne, zaś od 1816 – szkołę główną. W latach I wojny światowej i wojny polsko-bolszewickiej kompleks doznał poważnych strat, jednak został odremontowany dzięki staraniom opata Daniela Magońskiego. W dwudziestoleciu międzywojennym nadal był siedzibą bernardynów i prowadzonych przez nich szkół, w tym Państwowego Gimnazjum im. Henryka Sienkiewicza.
Zakonnicy zostali zmuszeni do opuszczenia Zbaraża dopiero w 1945, gdy władze radzieckie postanowiły zaadaptować zabytkowy klasztor na szpital, a następnie zakład wytwarzający półprzewodniki. Spowodowało to ogromne zniszczenia w kompleksie budynków sakralnych.
Bernardyni odzyskali klasztor w Zbarażu w 1990. Kościół klasztorny był jednak do tego stopnia zniszczony, że nabożeństwa nie mogły się w nim odbywać, miejscowa wspólnota rzymskokatolicka korzystała jedynie z niewielkiej kaplicy. 3 września 2000 rzymskokatolicki metropolita lwowski Marian Jaworski poświęcił powtórnie odrestaurowany kościół klasztorny, w obecności delegacji bernardynów, przedstawicieli miejscowego duchowieństwa greckokatolickiego, władz miejskich, polskich dyplomatów z konsulatu we Lwowie. W uroczystości, oprócz miejscowych wiernych oraz mieszkańców Zbaraża wyznań prawosławnego i greckokatolickiego, wzięli udział także byli mieszkańcy Zbaraża, wypędzeni z miasta w 1945.

## Architektura
Główną świątynią klasztorną jest kościół św. św. Antoniego i Jerzego. Jest to dwuwieżowa i trójnawowa bazylika, o wklęsłej elewacji i zwieńczona wysoką attyką. Na fasadzie pierwotnie znajdowały się, po dwóch stronach głównego wejścia, dwie figury patronów kościoła. W narożnikach budowli znajdują się ozdobne pilastry. Z ołtarzy Antoniego Osińskiego przetrwały jedynie fragmenty. Wszystkich ołtarzy w kościele było trzynaście. W ołtarzu głównym znajdowały się wizerunki patronów świątyni.
Inne elementy wyposażenia kościoła znajdują się w różnych muzeach i galeriach (m.in. w Muzeum Krajoznawczym w Tarnopolu i Lwowskiej Galerii Obrazów w Olesku). Z kościołem łączy się jednopiętrowy budynek klasztorny z celami zakonników. Na północ od świątyni znajduje się dzwonnica, pełniąca w przeszłości także funkcje bramy wjazdowej na teren zespołu budynków.

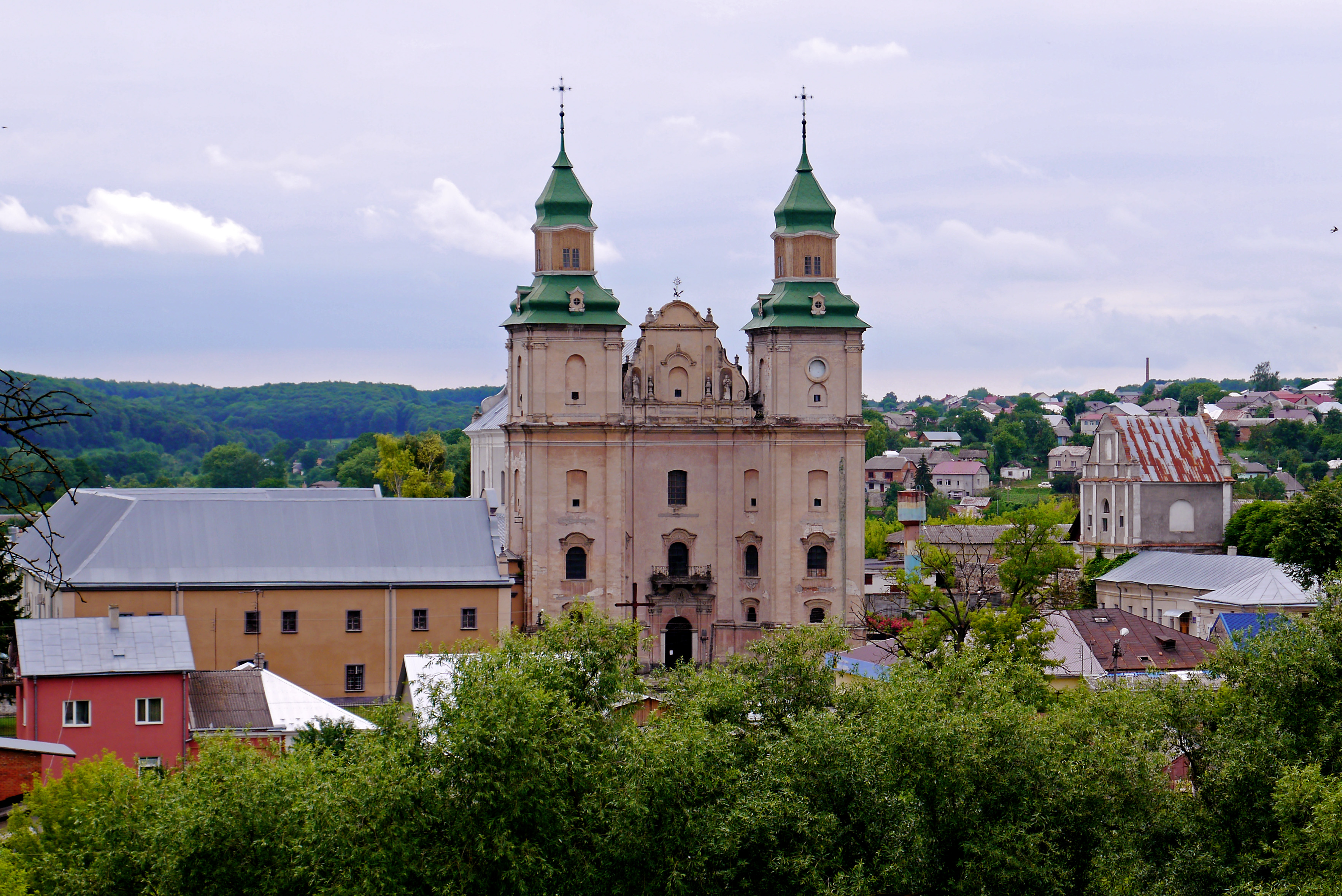
Kościół oo. bernardynów
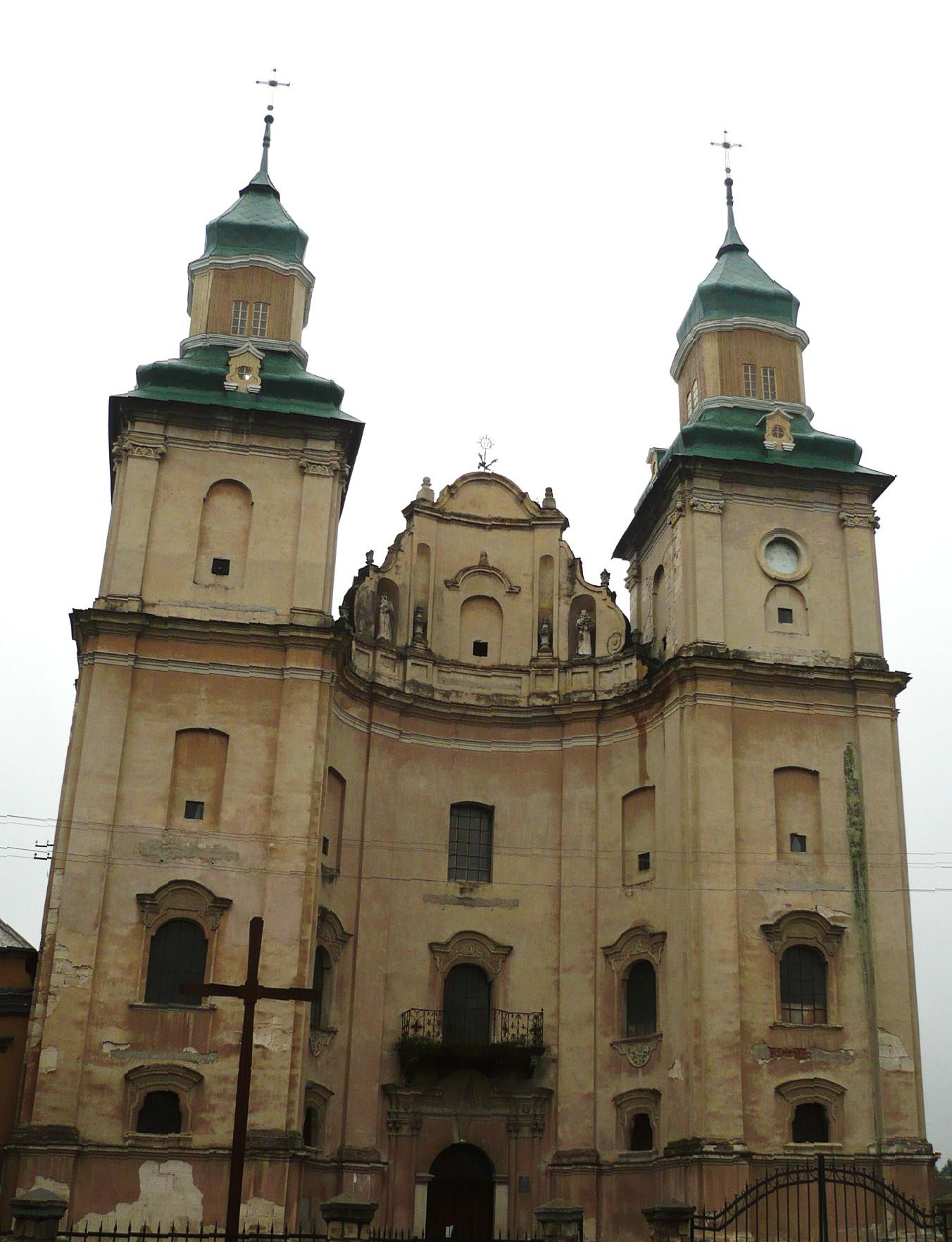
Kościół oo. bernardynów
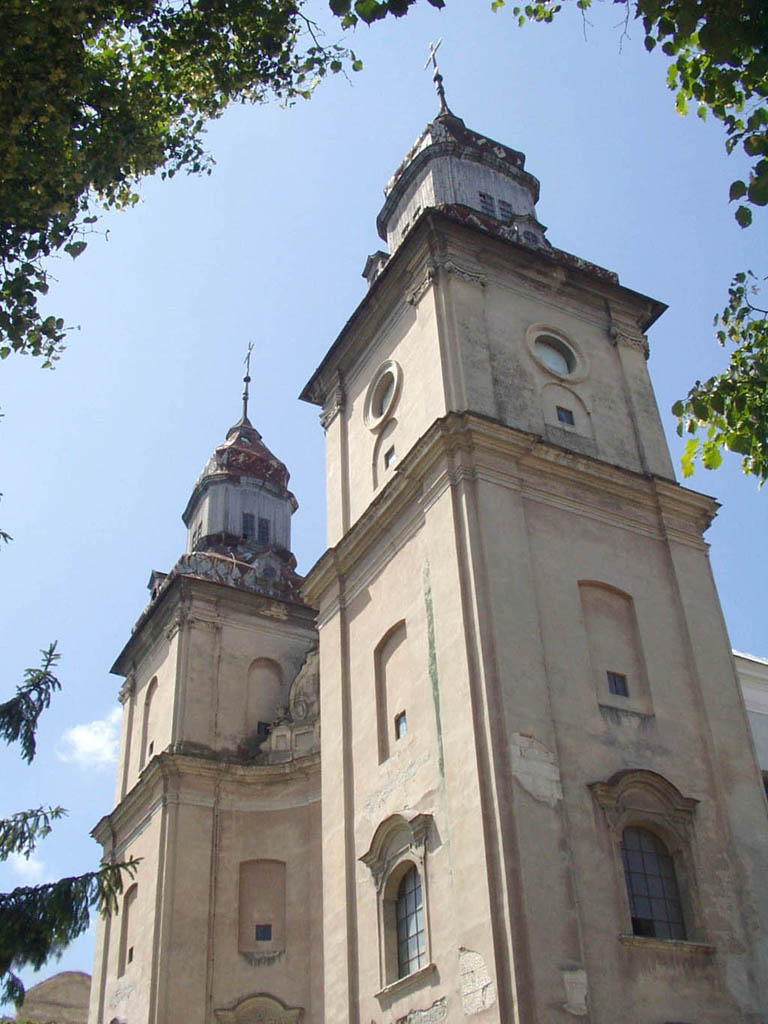
Kościół oo. bernardynów pw. św. Antoniego z Padwy
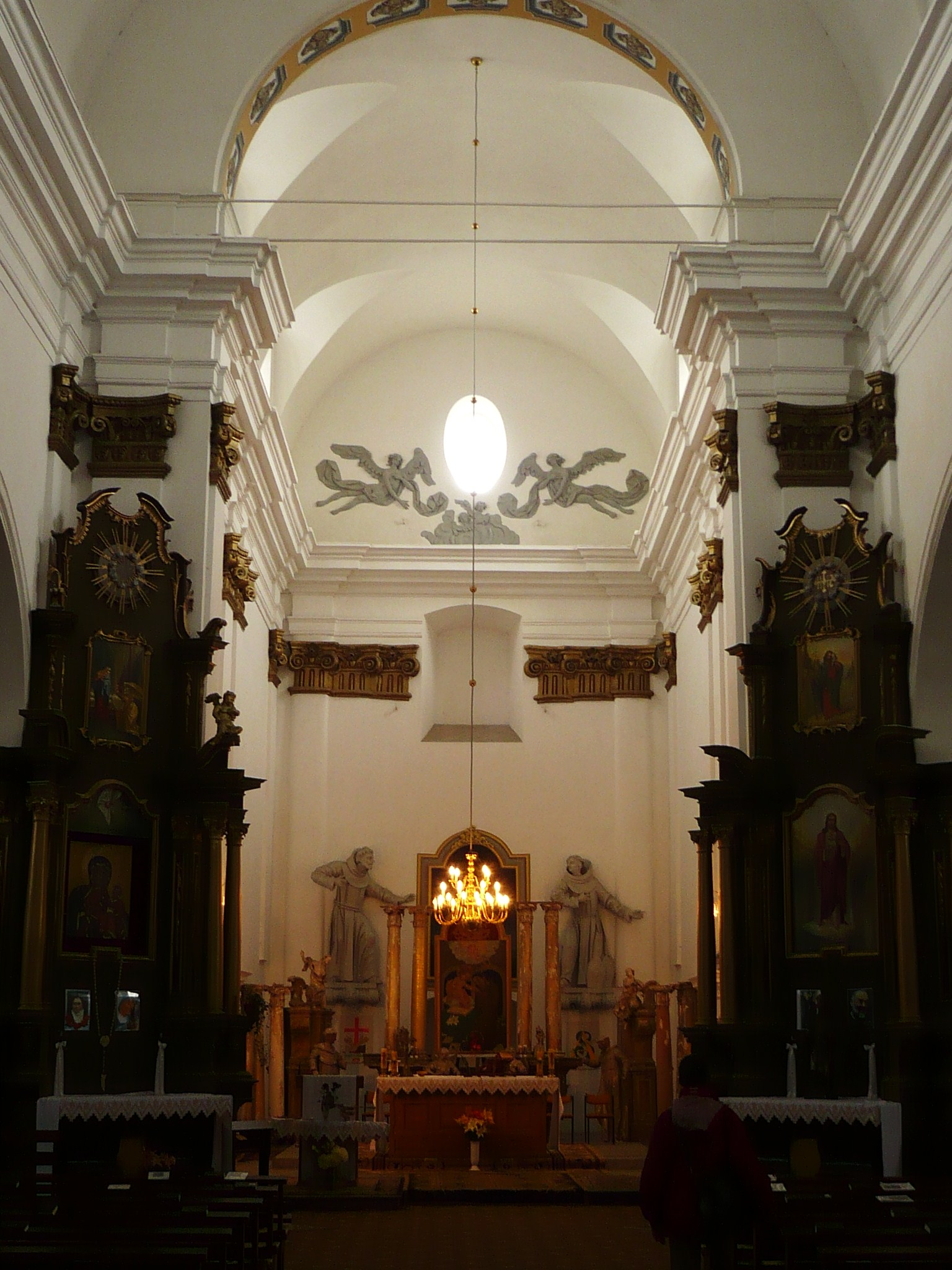
Wnętrze kościoła oo. bernardynów
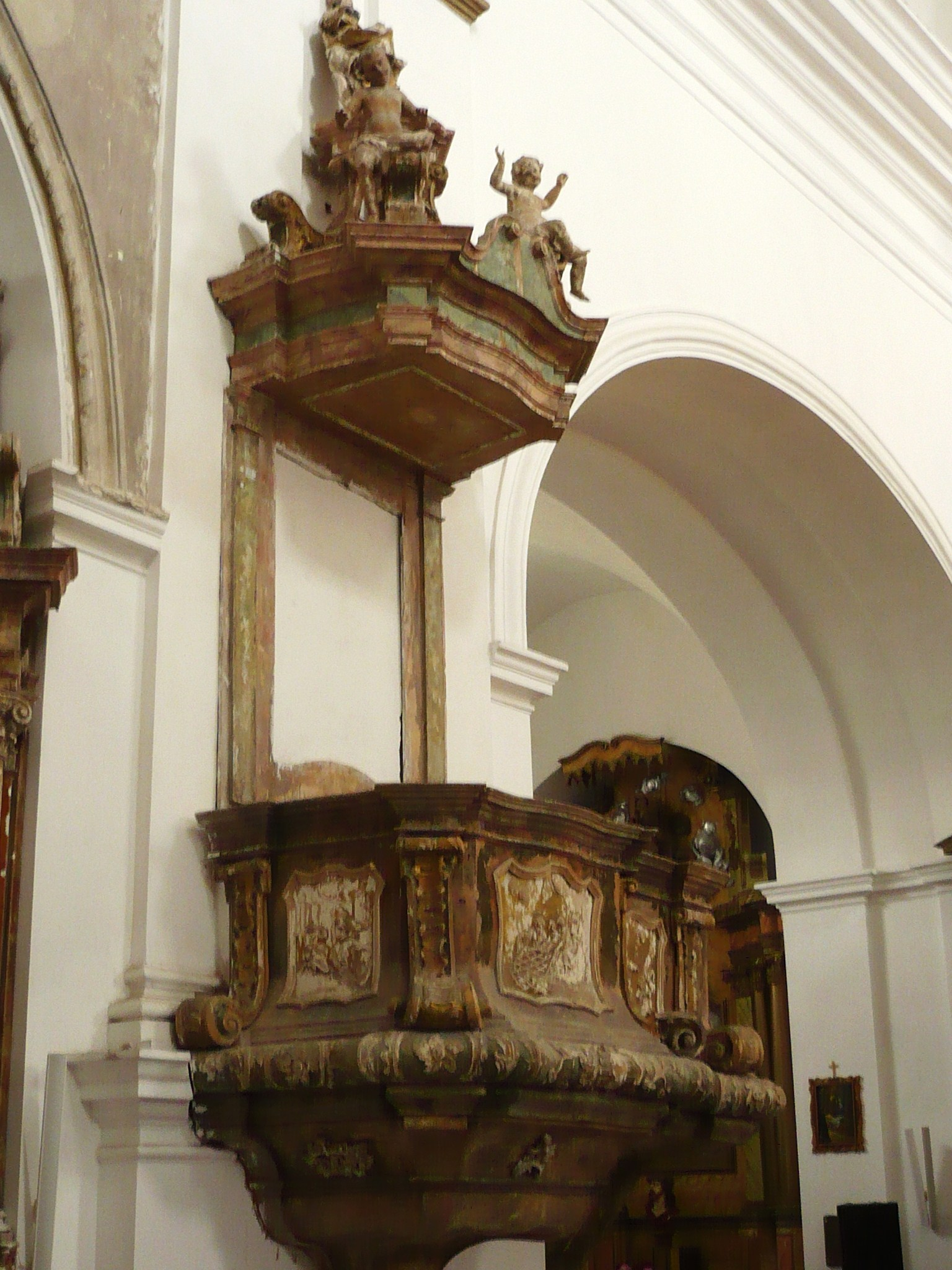
Ambona w kościele oo. bernardynów
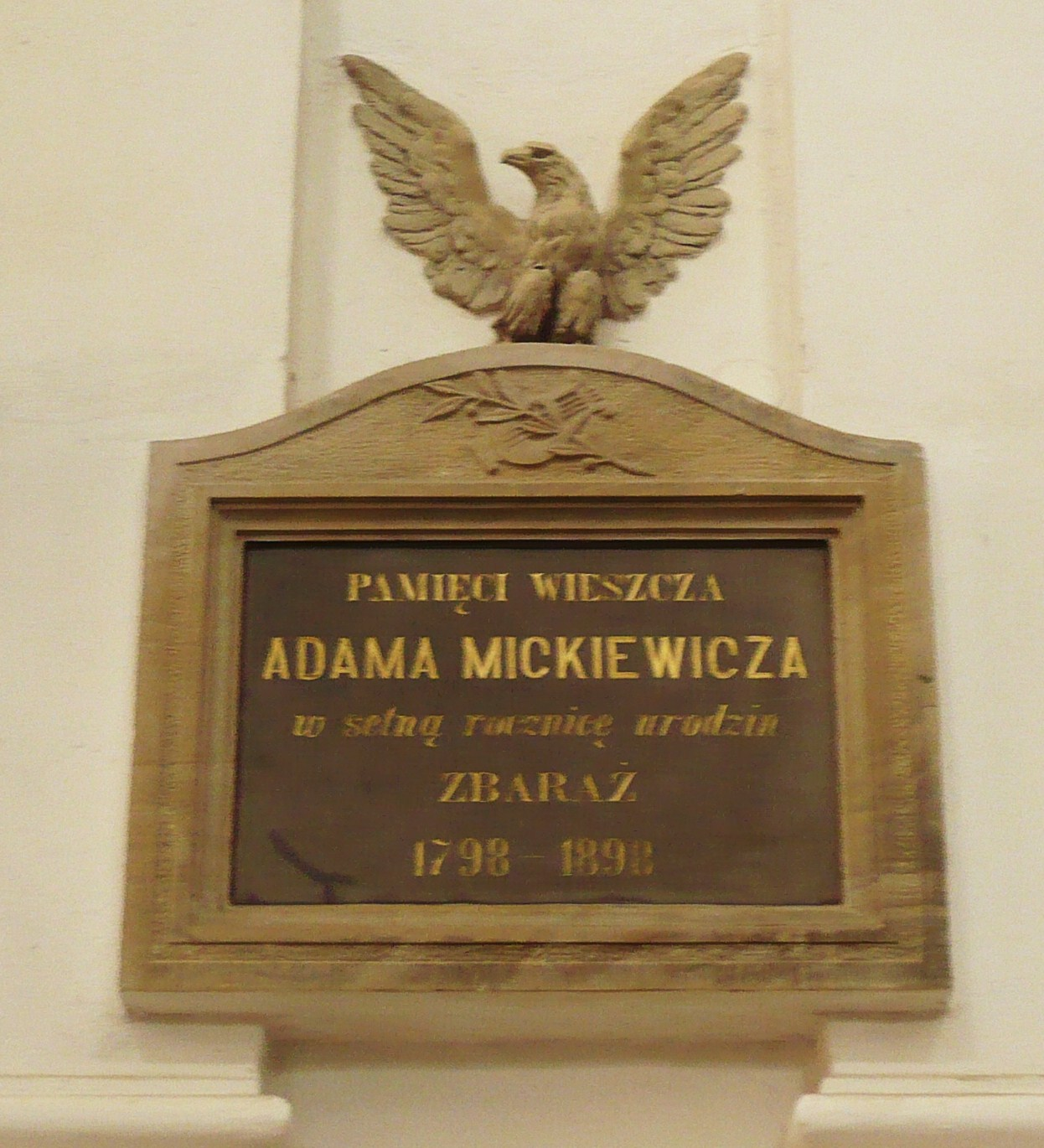
Tablica Mickiewicza w kościele
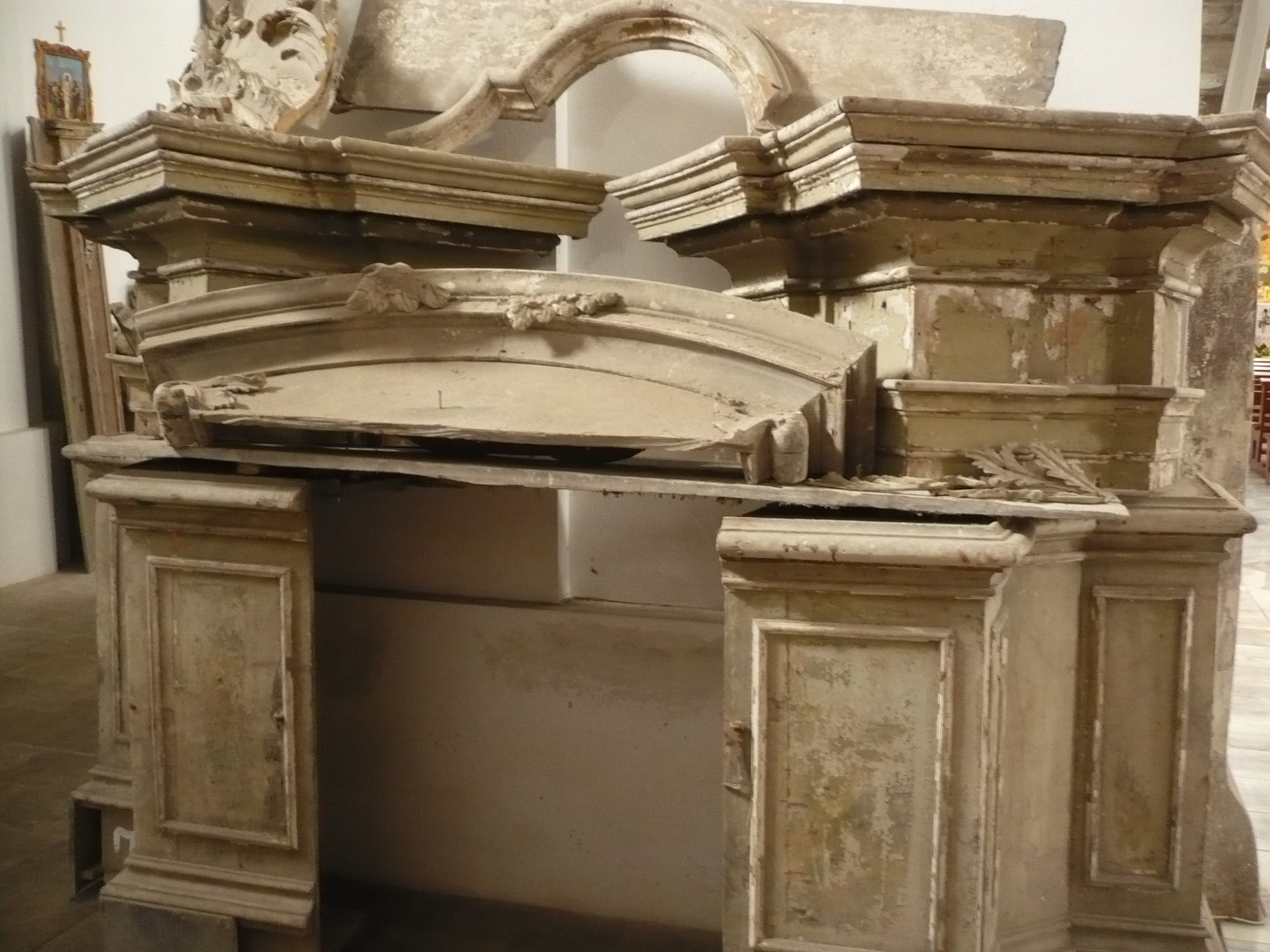
Fragmenty ołtarza
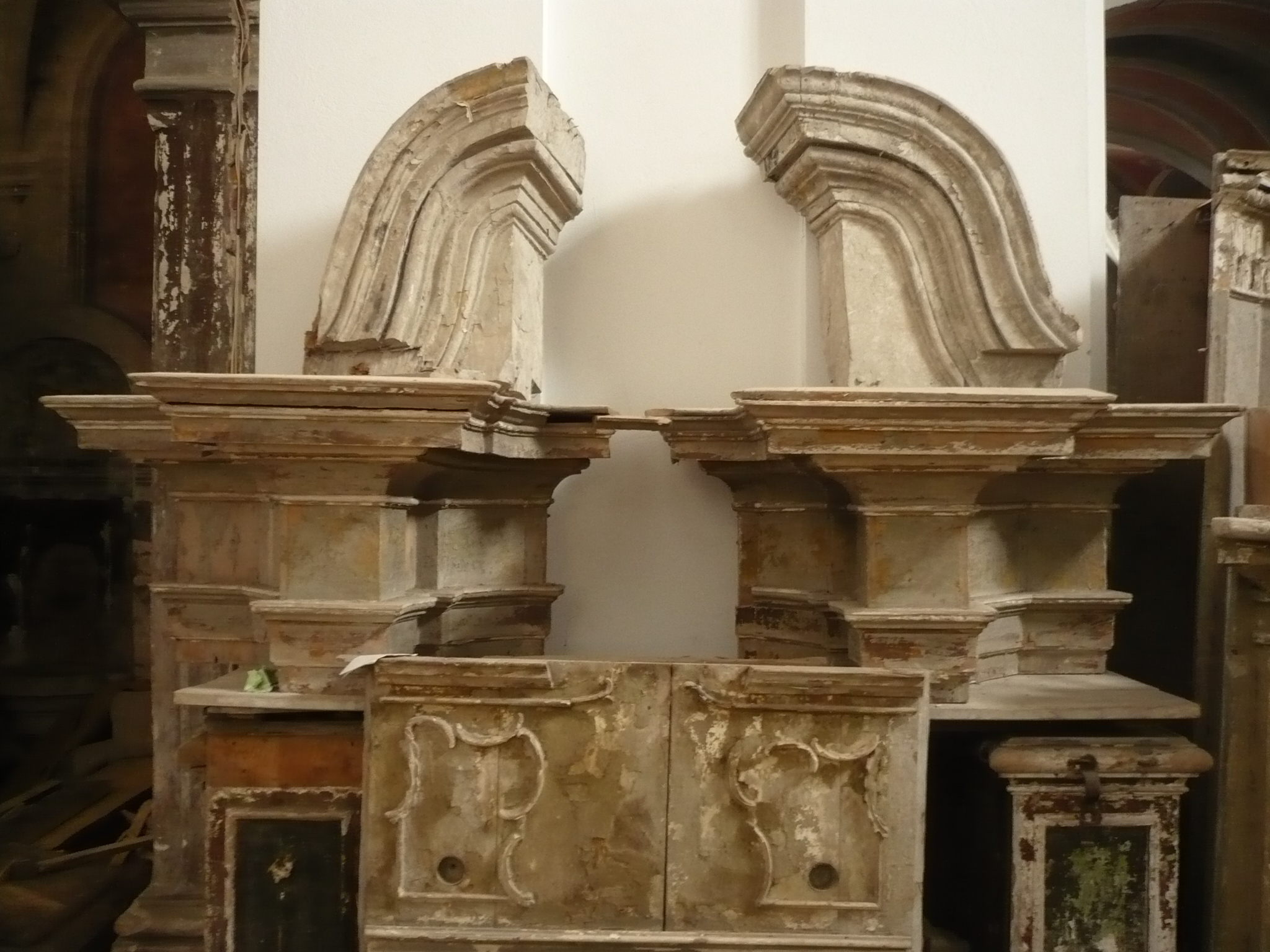
Fragmenty ołtarza
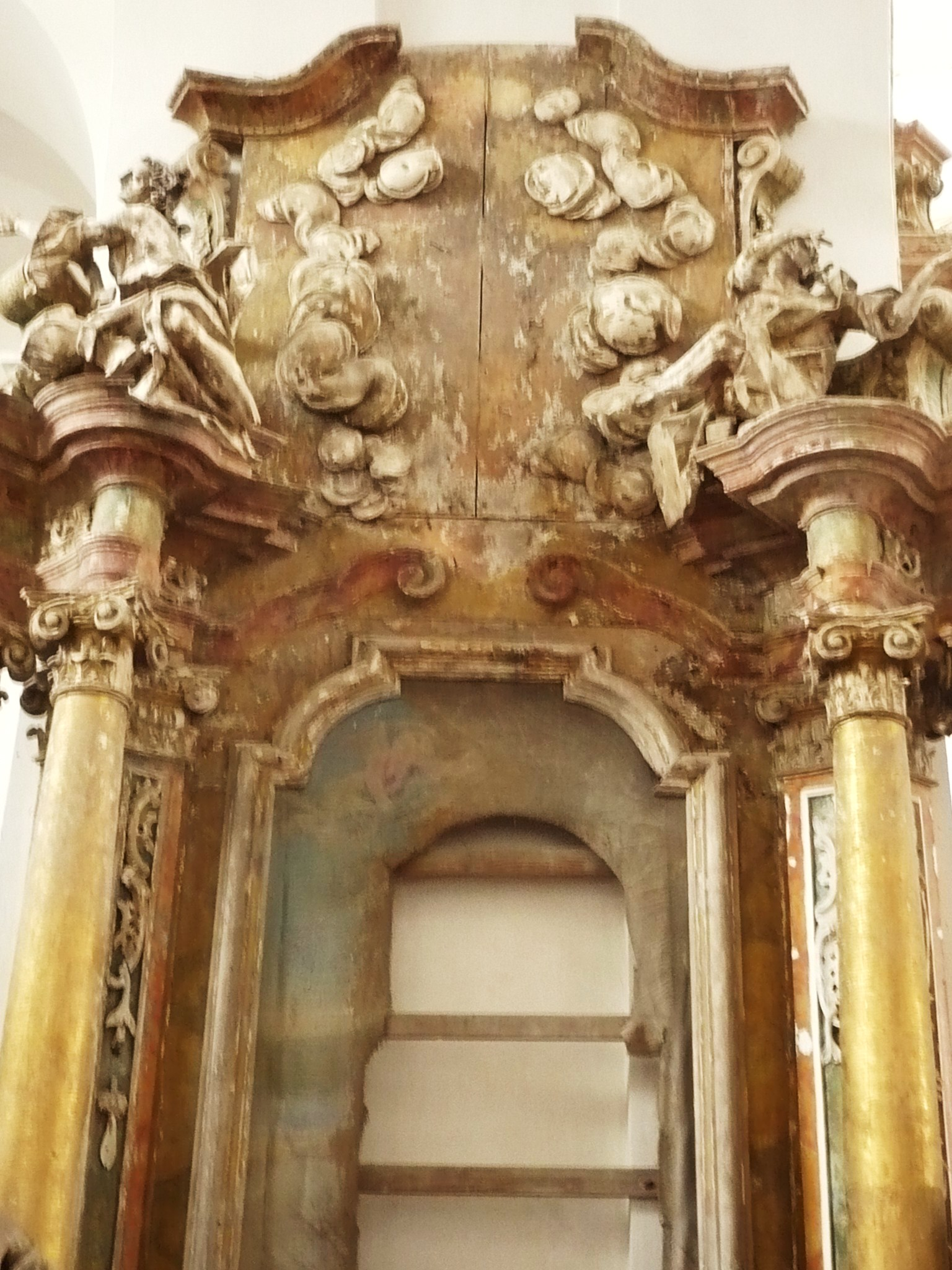
Fragment ołtarza